# Зутхаус, Людвиг
Людвиг Зу́тхаус (нем. Ludwig Suthaus; 1906—1971) — немецкий оперный певец (тенор). Приобрёл известность как исполнитель партий героических теноров в операх Вагнера.

## Биография
Дебютировал на оперной сцене в Ахене в 1928 году в роли Вальтера в «Нюрнбергских мейстерзингерах». С 1932 по 1941 год — солист оперного театра в Штутгарте. Затем входил в труппу Берлинской государственной оперы, а после разделения Германии (и Берлина) на Восточную и Западную части перешёл в Немецкую оперу в западном Берлине, где служил до конца карьеры.
Выступал на Глайндборнском и Байройтском фестивалях, с успехом гастролировал в вагнеровских партиях в Буэнос-Айресе, Париже, Лондоне, Лиссабоне, Милане, Брюсселе, Сан-Франциско, Мюнхене, Москве, Ленинграде, Киеве.
Творческий союз связывал 3утхауса с крупнейшим дирижёром XX века Фуртвенглеромом. С ним он записал заглавную партию в “Тристане и Изольде” (1952, EMI). Среди др. партий Логе в “Золоте Рейна”, Флорестан в “Фиделио”.

## Творчество
Сотрудничал с дирижёрами Вильгельмом Фуртвенглером, Гербертом фон Караяном, Хансом Кнаппертсбушем, Ференцем Фричаем.
Помимо вагнеровского репертуара пел также главные партии в операх Сен-Санса, Бетховена, Р. Штрауса, Верди, Чайковского и Римского-Корсакова.